# Чарнуха
Чарнуха (пол. Czarnucha) — село в Польщі, у гміні Августів Августівського повіту Підляського воєводства.
Населення — 82 особи (2011).
У 1975-1998 роках село належало до Сувальського воєводства.

## Демографія
Демографічна структура станом на 31 березня 2011 року:
|          | Загалом | Допрацездатний вік | Працездатний вік | Постпрацездатний вік |
| -------- | ------- | ------------------ | ---------------- | -------------------- |
| Чоловіки | 42      | 6                  | 27               | 9                    |
| Жінки    | 40      | 5                  | 23               | 12                   |
| Разом    | 82      | 11                 | 50               | 21                   |